# Поляхов, Николай Николаевич
Николай Николаевич Поляхов (1905—1987) — советский учёный-механик; специалист по теоретической и аналитической механике, занимался проблемами аэродинамики, теорией гребных винтов, вопросами механики неголономных систем. Заслуженный деятель науки РСФСР, доктор технических наук, профессор.

## Биография
Родился в Киеве в 1905 году. Его отец во время Первой мировой войны был членом Военно-промышленного комитета в Киеве, во время Гражданской войны — членом Комитета содействия белой армии и по этой причине в 1919 году семья переехала во Владикавказ. Чтобы скрыть, что его отец поддерживал белых, он стал в анкетах указывать город Владикавказ как место рождения, также сменив и год с 1905 на 1906. Во Владикавказе он окончил среднюю школу и вместе с другом, Владимиром Щелкачёвым, уехал в Москву, где по счастливой случайности был зачислен на физико-математический факультет Московского университета.
В 1928 году получил диплом университета и начал работать в ЦАГИ. В 1930 году вошёл в общетеоретическую группу под руководством Сергея Алексеевича Чаплыгина; с 1933 года продолжал работал в ЦАГИ уже как совместитель (до 1941 года), поскольку в 1933 году переехал в Ленинград, где сначала работал в институте гражданской авиации. Затем стал преподавать на кафедре гидроаэромеханики Ленинградского политехнического института (в 1950—1953 годах — профессор кафедры гидроаэромеханики, а в период с марта по декабрь 1953 года — ещё и заведующий кафедрой теоретической механики); по совместительству преподавал на кафедре Теоретической механики в университете. В 1935 году (по другим сведениям — в 1937) ему была присвоена степень кандидата технических наук без защиты диссертации.
Во время блокады Ленинграда оставался в городе, привлекался к оборонным заказам, работал учителем средней школы, заведовал кафедрой физики во Втором медицинском институте.
В 1948 году защитил диссертацию на степень доктора технических наук «Вихревая теория гребного винта с конечным числом лопастей».
После смерти Ю. А. Круткова по рекомендации академика В. И. Смирнова получил в заведование кафедру теоретической механики математико-механического факультета ЛГУ; одновременно, в 1955–1965 годах (или 1953—1963?) был деканом факультета. С 1977 по 1987 год был заведующим кафедрой гидроаэромеханики ЛГУ.
В 1976—1987 годах был ответственным редактором серии «Математика, механика, астрономия» журнала «Вестник Ленинградского университета».
Был председателем Головного совета по механике, членом президиума научно-методического совета по теоретической механике Минвуза СССР, членом национального комитета по механике; организатор и председатель общегородского семинара учёных-механиков в Доме учёных.
Умер в 1987 году во Владикавказе.
В 1997 году состоялась всероссийская научная конференция по механике: «Первые Поляховские чтения».

## Награды
- дав ордена Ленина
- орден Трудового Красного Знамени
- медали

## Семья
В браке с Натальей Васильевной у него родились дочь Елена и сын Николай, впоследствии также ставшие учёными.